# Елезли
Елезли или Елезлия (на гръцки: Καλολίβαδο, Калоливадо или Καλό Λειβάδι, Кало Ливади, до 1926 Ελεσλή, Елесли) е село в Гърция, Егейска Македония, дем Кукуш, в област Централна Македония с 15 жители, според преброяването от 2001 година.

## География
Селото е разположено на 13 километра северно от град Кукуш (Килкис) между селата Грамадна (Евкарпия) и Кара Ахматли (Килади).

## История

### В Османската империя
В „Етнография на вилаетите Адрианопол, Монастир и Салоника“, издадена в Константинопол в 1878 година и отразяваща статистиката на населението от 1873 година, Ейлезлия (Eylezlia) е посочено като село в каза Аврет хисар с 10 къщи и 26 жители мюсюлмани. Според Васил Кънчов („Македония. Етнография и статистика“) в 1900 година Елезли има 50 жители турци.

### В Гърция
След Междусъюзническата война Елезли попада в Гърция. В 1926 година селото е прекръстено на Калоливадо. Турското му население се изселва в Турция и на негово място са заселени гърци бежанци. В 1928 година Елезли е представено като чисто бежанско село с 9 бежански семейства и 33 души.